# Règle de l'unique goutte de sang
 (septembre 2021).
Si vous disposez d'ouvrages ou d'articles de référence ou si vous connaissez des sites web de qualité traitant du thème abordé ici, merci de compléter l'article en donnant les références utiles à sa vérifiabilité et en les liant à la section « Notes et références ».

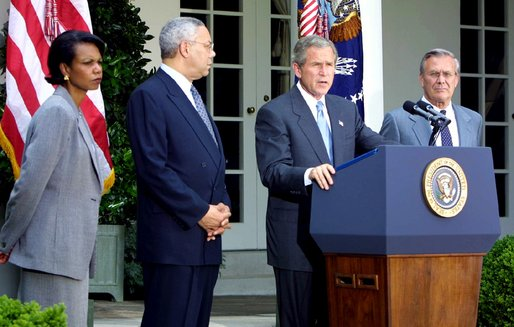
Condoleezza Rice et Colin Powell (à gauche) sont considérés comme noirs aux États-Unis ; George Bush fils et Donald Rumsfeld (à droite) sont considérés comme blancs.

La règle de l'unique goutte de sang  ((en) one-drop rule) était un principe social et juridique de la classification raciale, historiquement très important aux États-Unis - mais que l'on retrouvait ailleurs, notamment en Grande-Bretagne -, affirmant que toute personne ayant même un seul ancêtre d'ascendance africaine sub-saharienne (« une goutte » de sang noir), était considérée comme noire (nègre en termes historiques), son implication de pureté raciale étant que quiconque était incapable de passer pour blanc dans le contexte de la hiérarchie raciale américaine se voyait attribuer le statut inférieur de non-blanc ou de couleur.

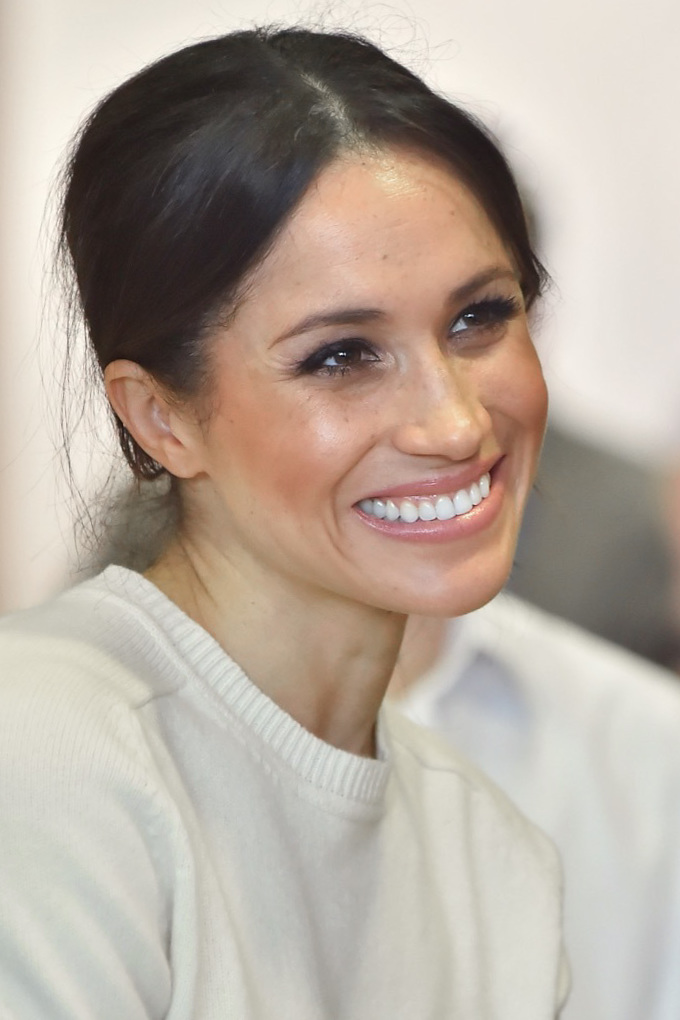
Malgré sa carnation claire, l'actrice Meghan Markle est considérée comme une femme noire aux États-Unis et a été nommée « l'une des 100 personnalités noires les plus influentes de Grande-Bretagne ».

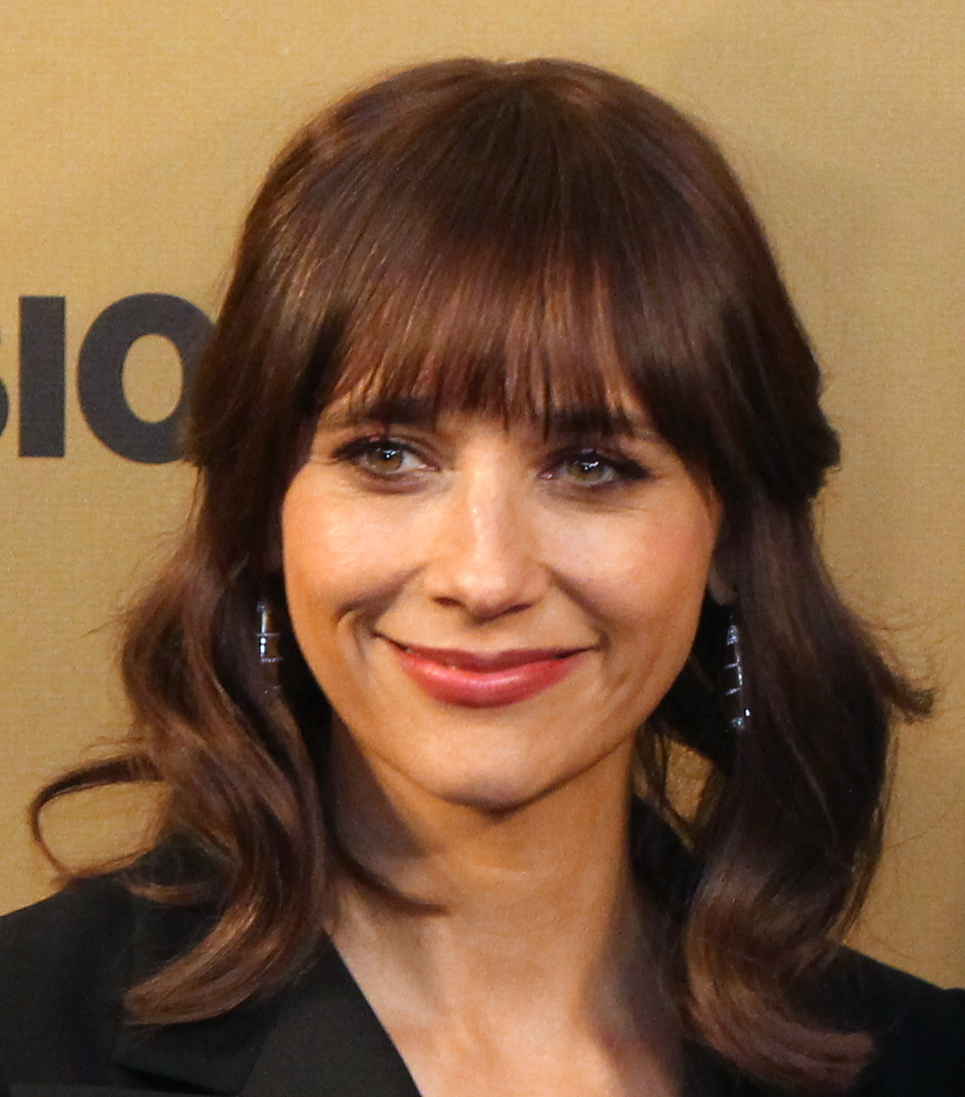
L'actrice Rashida Jones est considérée comme une femme noire aux États-Unis. Elle est la fille du célèbre musicien Quincy Jones.

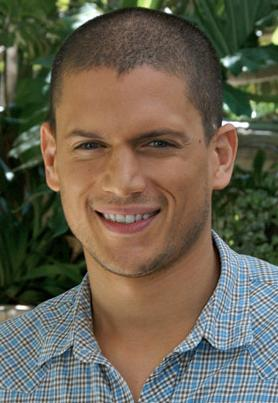
L'acteur Wentworth Miller est considéré comme un homme noir aux États-Unis. On dit de lui qu'il est un Noir pouvant « passer pour Blanc ». Et il a justement joué dans le film La Couleur du mensonge, dans lequel le concept de passing occupe une place importante.

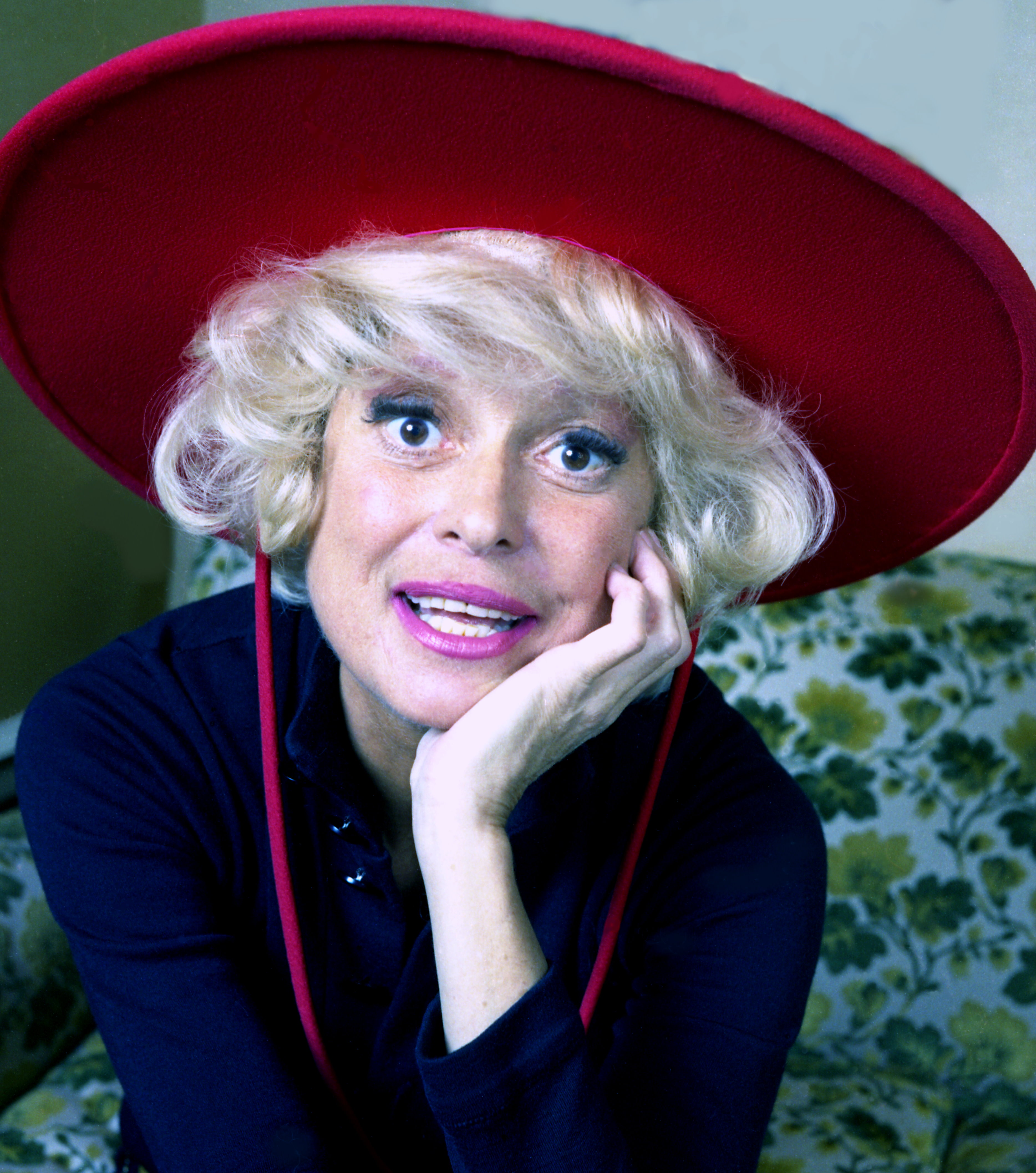
Photo de l'actrice Carol Channing, en 1973, considérée comme noire aux États-Unis. Elle a « passé pour Blanche » (passed as White) jusqu'en 2002.

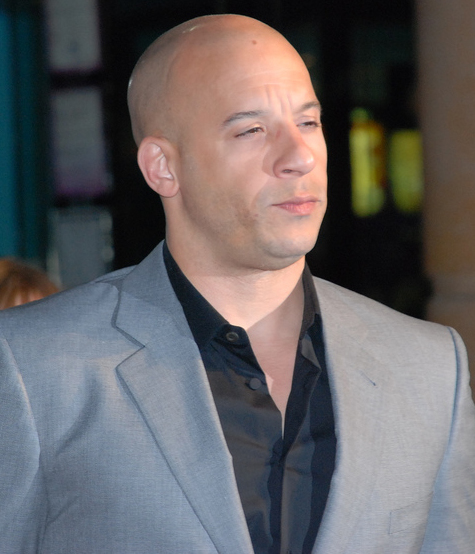
L'acteur Vin Diesel se considère comme une « personne de couleur » (person of color). Son nom figure dans les palmarès d'acteurs qui sont Noirs sans pourtant en avoir l'air,.

Ce concept évolua au cours du XIXe siècle et a été codifié dans la loi de certains États au début du XXe siècle. Il était associé au principe de la « noirceur invisible » et constitue un exemple d'hypodescendance, l'assignation automatique aux enfants d'une union mixte entre différents groupes socio-économiques ou ethniques du statut du groupe inférieur.
L'aspect juridique de la « règle de la goutte unique » a disparu aux États-Unis et n'a jamais été codifié en droit fédéral.

## États-Unis

### Conditions avant la guerre de Sécession
Avant et pendant les siècles de l'esclavage, les gens avaient des relations interraciales, forcées et volontaires. Au cours des années précédant la guerre de Sécession, les personnes libres de race mixte (personnes de couleur libres) étaient considérées comme légalement blanches si elles avaient moins d'un huitième ou un quart d'ascendance africaine (selon l'État). 
Beaucoup de métis ont été absorbés dans la culture de la majorité en se fondant simplement sur l'apparence, les associations et les responsabilités communautaires. Ceux-ci et l'acceptation de la communauté étaient les facteurs les plus importants si le statut racial d'une personne était interrogé, pas son ascendance documentée. En raison de la mobilité sociale de la société antebellum dans les régions frontalières, beaucoup de gens n'avaient pas de documentation sur leurs ancêtres.
Basé sur l'ADN et les preuves historiques, Thomas Jefferson aurait engendré les six enfants métis de son esclave Sally Hemings ; quatre ont survécu jusqu'à l'âge adulte. Hemings était aux trois quarts blanche d'ascendance et demi-sœur de Martha Wayles Jefferson. Leurs enfants sont nés esclaves à cause de leur statut ; comme ils étaient d'ascendance européens aux sept-huitièmes, ils étaient légalement blancs en vertu de la loi de la Virginie de l'époque. Jefferson a permis aux deux plus vieux de s'échapper en 1822 (les libérer légalement était une action publique qu'il a choisi d'éviter) ; il a libéré les deux plus jeunes dans son testament de 1826. Trois des quatre sont entrés dans la société blanche en tant qu'adultes et tous leurs descendants ont été identifiés comme étant blancs.
Bien que la ségrégation raciale ait été légalement adoptée par les États du sud à la fin du XIXe siècle, les législateurs ont résisté à la définition de la course par la loi dans le cadre de la prévention des mariages interraciaux. En 1895 en Caroline du Sud pendant la discussion à la Chambre, George D. Tillman déclare :

« C'est un fait scientifique qu'il n'y a pas un seul caucasien au cœur de cette convention. Chaque membre a en lui un certain mélange de … sang coloré … Ce serait une injustice cruelle et la source de litiges sans fin, de scandale, d'horreur, de querelle et d'effusion de sang pour entreprendre d'annuler ou d'interdire le mariage d'un lointain, peut-être une trace obsolète de sang noir. Les portes seraient ouvertes au scandale, à la méchanceté et à la cupidité. »

La règle de la goutte de sang n'a pas été adoptée comme loi avant le XXe siècle : d'abord dans le Tennessee en 1910 et en Virginie en vertu de la Loi sur l'intégrité raciale de 1924 (à la suite de l'adoption de lois similaires dans plusieurs autres États).

### Amérindiens
Plus d'information : Descendant linéaire et Lois des degrés de sang
Au début de la colonisation, les enfants nés d'un parent autochtone et d'un parent non autochtone avaient habituellement un père blanc et une mère autochtone. Cela était dû en grande partie au fait que la majorité des premiers colons étaient des hommes. Dans de nombreuses communautés amérindiennes, ces enfants sont considérés comme des citoyens de la nation mère s'ils sont élevés dans la culture et participent à la vie quotidienne de la communauté. C'est particulièrement le cas dans les tribus matrilinéaires, où,  si la mère est citoyenne de la nation, tous ses enfants le sont aussi, quel que soit le père. Parmi les tribus patrilinéaires, comme chez les Omahas, historiquement, un enfant né d'une mère Omaha et d'un père blanc ne pouvait appartenir officiellement à la tribu Omaha que si l'enfant y était formellement adopté par un homme.

### XXesiècle
Aux États-Unis, le concept de la goutte unique a été principalement appliqué par les Blancs américains à ceux d’ascendance noire africaine au XXe siècle, alors qu’ils essayaient de maintenir la suprématie blanche. Le poète Langston Hughes a écrit dans ses mémoires de 1940 :

« Vous voyez, malheureusement, je ne suis pas noir. Il y a beaucoup de différentes sortes de sang dans notre famille. Mais ici aux États-Unis, le mot “nègre” est utilisé pour désigner quiconque a du sang nègre dans ses veines. En Afrique, le mot est plus pur. Cela signifie tous les Nègres, donc noirs. Je suis brun. »

Les Blancs ont également appliqué cette règle aux descendants métissés d'ethnie amérindienne et africaine, les classant comme africains. En cela, ils ont ignoré la façon dont les gens s'identifiaient ; de nombreuses tribus amérindiennes ont élevé des enfants de race mixte culturellement au sein de leur tribu. Cette distinction était critique car l'esclavage amérindien avait pris fin au cours des années coloniales. Un enfant d'une mère amérindienne ne pouvait pas être asservi.
Aux États-Unis, il n’existe pas à l’heure actuelle de lois exécutoires dans lesquelles la règle de la goutte unique est applicable. Sociologiquement, cependant, le concept reste quelque peu omniprésent, adopté principalement par des personnes d'ascendance subsaharienne, et des recherches ont montré que certains Blancs associent des enfants bi-raciaux à la race non blanche de l'individu.

### Législation et pratique

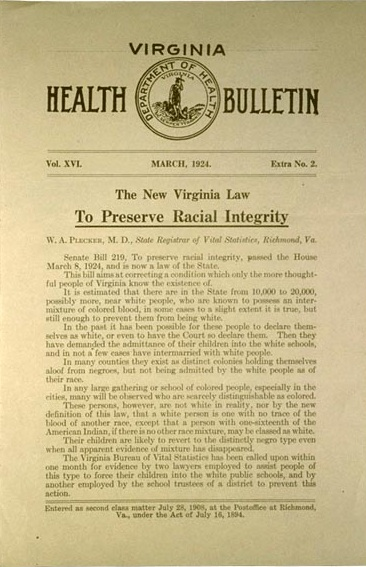
Loi sur l'intégrité raciale de 1924 (Racial Integrity Act) de Virginie.

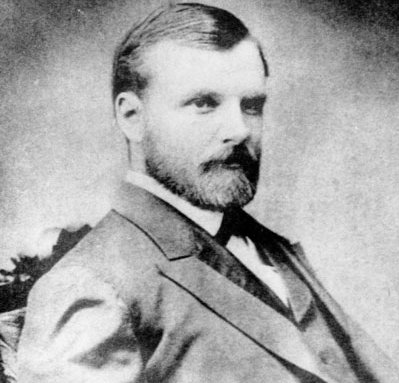
Le géologue américain Clarence King, un Blanc, a déclaré être Noir pour pouvoir se marier à Ada Copeland, une femme noire qui serait née esclave. Il avait une carnation blanche et les yeux bleus.

Avant et après la guerre de Sécession, de nombreuses personnes d'ascendance mixte, qui semblaient «blanches» et étaient principalement d'origine blanche, ont été légalement intégrées à la majorité blanche. Mais, petit à petit, les lois des États établissent des normes différentes. Par exemple, une loi de 1822 en Virginie disposait que pour être définie comme mulâtre (c'est-à-dire multiraciale), une personne devait avoir au moins un quart (l'équivalent d'un grand-parent) d'une ascendance africaine. L'acceptation sociale et l'identité propre étaient historiquement les clés de l'identité raciale.
La notion du Quart de la Virginie est resté en vigueur jusqu'en 1910, date à laquelle le standard a été remplacé par un seizième. En 1924, en vertu de la loi sur l'intégrité raciale, même la norme du seizième a été abandonnée. Cet acte définissait une personne comme légalement « colorée » (noire) à des fins de classification et à des fins légales si la personne avait une ascendance africaine.
Bien que la législature de Virginie ait augmenté les restrictions imposées aux Noirs libres à la suite de la rébellion de Nat Turner en 1831, elle s’est abstenue d’établir une règle à un point. Lorsqu'une proposition a été faite par Travis H. Eppes et débattue en 1853, les représentants se sont rendu compte qu'une telle règle pouvait avoir un effet négatif sur les Blancs, car ils connaissaient des générations de relations interraciales. Au cours du débat, une personne a écrit au journal de Charlottesville :

« Si la règle de la goutte unique était adoptée, je doute que si beaucoup de personnes réputées blanches et en réalité le soient, ne se retrouvent pas en très peu de temps au lieu d'être élevées, réduites par le jugement d'un tribunal compétent, au niveau d'un nègre libre. »

Les législateurs ont été convaincus. Aucune loi de ce type n’a été adoptée avant 1924, apparemment aidée par les mauvais lointains souvenirs des histoires familiale.
Les Melungeons sont un groupe de familles multiraciales d'ascendance principalement européenne et africaine dont les ancêtres étaient libres en Virginie coloniale. Ils ont migré vers la frontière du Kentucky et du Tennessee. Leurs descendants ont été documentés au cours des décennies comme ayant tendance à épouser des personnes classées comme « blanches ». Leurs descendants ont été assimilés à la culture majoritaire du XIXe au XXe siècle.
À la suite de la Reconstruction plus tard au XIXe siècle, les États du Sud ont agi pour imposer la ségrégation raciale par la loi et restreindre les libertés des Noirs, en adoptant spécifiquement des lois pour les exclure de la politique et du vote. De 1890 à 1908, tous les anciens États confédérés ont adopté de telles lois et ont préservé leur droit de vote jusqu'à l'adoption des lois fédérales sur les droits civils dans les années 1960. Lors de la convention constitutionnelle de 1895 en Caroline du Sud, une loi anti-métissage et des changements visant à priver les Noirs de leurs droits ont été proposés. Les délégués ont débattu d'une proposition visant à inclure une règle unique dans ces lois. George D. Tillman a déclaré ce qui suit en opposition :

« Si la loi est adoptée comme telle, les familles d'Aiken, Barnwell, Colleton et Orangeburg sont aujourd'hui très respectables se verront refuser le droit de se marier entre personnes avec lesquelles elles sont désormais associées et identifiées. Au moins cent familles seraient affectées à ma connaissance. Ils ont tous envoyé de bons soldats à l'armée confédérée et sont maintenant propriétaires fonciers et contribuables. Ces hommes servaient de façon honorable et il serait injuste et honteux de les embarrasser de cette manière. C’est un fait scientifique qu’il n’y ait pas un pur sang Caucasien sur le sol de cette convention. Chaque membre a en lui un certain mélange de sang coloré. Le blanc à sang pur a eu besoin et reçu une certaine infusion de sang plus foncé pour lui donner de la préparation et un but. Ce serait une injustice cruelle et la source de litiges sans fin, de scandales, d'horreurs, de querelles et d'effusions de sang qu'à entreprendre d'annuler ou d'interdire les mariages pour une trace lointaine, peut-être obsolète, du sang noir. Les portes seraient ouvertes au scandale, à la malice et à la cupidité. Aux déclarations à la barre des témoins que le père ou le grand-père ou la grand-mère avaient déclaré que A ou B avaient du sang noir dans leurs veines. Tout homme qui est à moitié homme serait prêt à faire exploser la moitié du monde avec de la dynamite pour empêcher ou venger les attaques contre l'honneur de sa mère dans la légitimité ou la pureté du sang de son père. »

En 1865, la Floride a adopté un acte qui interdisait à la fois le métissage et définissait la quantité d'ascendance noire comme une "personne de couleur". La loi stipule que "toute personne qui doit avoir un huitième ou plus de sang nègre doit être considérée et est considérée comme une personne de couleur". (C'était l'équivalent d'un arrière-grand-parent.) En outre, la loi interdisait la fornication, ainsi que le mariage entre femmes blanches et hommes de couleur. Toutefois, la loi autorisait la poursuite des mariages entre personnes blanches et personnes de couleur qui avaient été établies avant l’adoption de la loi grâce à la Clause d'antériorité.
La règle de la goutte unique fut adoptée principalement dans le Sud des États-Unis mais également dans d’autres États, au XXe siècle, après la guerre civile, l’émancipation et l’ère de la reconstruction. Il a suivi le rétablissement de la suprématie blanche dans le Sud et l'adoption des lois de ségrégation raciale de Jim Crow. Au XXe siècle, elle était également associée à la montée de l’eugénisme et à la pureté raciale. À partir de la fin des années 1870, les démocrates blancs ont repris le pouvoir politique dans les anciens États confédérés et ont adopté des lois sur la ségrégation et constitutions de 1890 à 1910 pour obtenir le droit de vote de la plupart des Noirs. De nombreux Blancs pauvres ont également été privés de leurs droits durant ces années, en raison des modifications apportées aux règles d’inscription des électeurs, telles que les tests d’alphabétisation, les conditions de résidence plus longues et les taxes de vote.
Les premières contestations de lois de ces États ont été annulées par décisions de la Cour suprême qui ont confirmé que les constitutions de ces États privaient effectivement de nombreuses personnes de leurs droits. Les assemblées législatives dominées par les démocrates blancs ont adopté les lois Jim Crow qui instituaient la ségrégation raciale dans les lieux publics et les logements et ont adopté d’autres lois restrictives sur le vote. Dans l'affaire Plessy v. Ferguson, la Cour suprême a autorisé la ségrégation raciale des établissements publics, selon la doctrine « séparée mais égale ».
Les lois de Jim Crow ont eu leur plus grande influence au cours des décennies de 1910 à 1930. Parmi celles-ci, il y avait les lois hypodescentes, définissant comme noires toute personne ayant une ascendance noire ou une très petite partie d'ascendance noire. 
Le Tennessee a adopté la règle de la goutte unique en 1910 et la Louisiane a rapidement suivi la même année. Puis le Texas et l'Arkansas en 1911, le Mississippi en 1917, la Caroline du Nord en 1923, la Virginie en 1924, l'Alabama et la Géorgie en 1927 et l'Oklahoma en 1931. Au même moment, Floride, Indiana, Kentucky, et l’Utah ont conservé les anciennes lois sur la « fraction de sang », mais ont modifié ces fractions (« un seizième ou un trente-deuxième ») pour qu’elles soient équivalentes à une goutte de facto.
Avant 1930, les individus d'ascendance mixte européenne et africaine visibles, étaient généralement classés comme mulâtres ou parfois noirs, ou parfois blancs, au gré de leur apparence. Auparavant, la plupart des États avaient limité leurs efforts pour définir l'ascendance avant le « quatrième degré » (arrière-arrière-grands-parents). Mais, en 1930, en raison du lobbying des législateurs du sud, le Census Bureau a cessé d'utiliser la classification du mulâtre. La documentation de la longue reconnaissance sociale des personnes de race mixte a été perdue.
Le monde binaire de la règle de la goutte ne tenait pas compte de l’auto-identification des personnes d’ascendance essentiellement européenne qui ont grandi dans les communautés blanches et des personnes de race mixte et identifiées comme Indiennes d’Amérique. En outre, Walter Plecker, registraire des statistiques, a ordonné l’application de la loi de 1924 sur la Virginie de manière à modifier ou à détruire les actes d'état civil, et à séparer les membres de la famille sur les côtés opposés. Les personnes qui s'identifiaient comme Indiens d'Amérique devaient être classées comme blanches ou noires, comme toutes les personnes en Virginie. Au fil des siècles, de nombreuses tribus indiennes de Virginie ont absorbé des personnes d’autres groupes ethniques par le biais du mariage ou de l’adoption, mais ont conservé leurs cultures. Plecker, qui soupçonnait les Noirs d'essayer de «passer comme Indiens», ordonna que les dossiers ne soient classés qu'en noir ou en blanc et ordonna aux bureaux de reclasser certains noms de famille de l'indien au noir.
Depuis la fin du XXe siècle, la Virginie a officiellement reconnu huit tribus indiennes américaines et leurs membres ; les tribus tentent d'obtenir une reconnaissance fédérale. Ils ont eu des difficultés parce que des décennies de naissance, de mariage et de décès ont été mal classés en vertu de l'application de la loi par Plecker. Personne n'a été classé comme Indien, bien que de nombreuses personnes et familles se soient identifiées de cette manière et préservent leurs cultures.
Dans le cas des descendants amérindiens et européens de race mixte, la règle de la goutte unique en Virginie ne s’étendait qu’à ceux qui avaient plus d’un seizième sang amérindien. Cela était dû à ce que l'on appelait « l'exception des Pocahontas ». Puisque de nombreuses familles influentes de Virginie (FFV) ont déclaré descendre de l’Indienne américaine Pocahontas et de son mari John Rolfe de l’époque coloniale, l’Assemblée générale de Virginie a déclaré qu’une personne pouvait être considérée comme blanche si elle n’avait pas plus d’un seizième de sang amérindien (l'équivalent d'un arrière-arrière-grand-parent).
L’eugéniste Madison Grant de New York a écrit dans son livre, The Passing of the Great Race: Or, The Racial Basis of European History (1916): 

« Le croisement entre un Blanc et un Indien est un Indien ; le croisement entre un Blanc et un Noir est un Nègre ; le croisement entre un homme blanc et un hindou est un hindou, et le croisement entre une des trois races européennes et un juif est un juif. »

Comme indiqué ci-dessus, des tribus amérindiennes telles que l'Omaha héritage, ont utilisé l'hypodescent pour classer les enfants des hommes blancs et des femmes amérindiennes comme blanc.

### Walter Plecker
Article principal : Walter Plecker
Au cours des années 1940, Walter Plecker de Virginie et Naomi Drake de Louisiane ont eu une grande influence. En tant que registraire des statistiques, Plecker a insisté pour que les familles de race mixte d’ascendance euro-africaine soient étiquetées comme étant noires. En 1924, Plecker écrit : 

« Deux races aussi différentes que les Blancs et les Nègres, en matière de morale, de mentalité et d’aptitude culturelle, ne peuvent vivre en contact étroit sans se blesser. »

Dans les années 1930 et 1940, Plecker a ordonné aux bureaux sous son autorité de modifier les registres de l'état civil et de re-classifier certaines familles en noir (ou de couleur) (sans les avertir) après que la Virginie ait établi un système binaire en 1924. Noir qui s'était autrefois identifié comme Indien. Lorsque la Cour suprême des États-Unis a invalidé la loi de Virginie interdisant le mariage interracial dans l'affaire Loving v. Virginia (1967), elle a également déclaré inconstitutionnelle la loi de Virginie sur l'intégrité raciale de Plecker et la règle de la goutte unique.
Aujourd'hui de nombreuses personnes aux États-Unis, parmi divers groupes ethniques, continuent d’avoir leurs propres concepts liés à l’idée de la goutte unique. Ils peuvent toujours considérer ces individus multiraciaux de toute origine africaine comme noirs, ou tout au moins non blancs (si la personne a d'autres ancêtres minoritaires), à moins que la personne ne les identifie explicitement comme blancs. D'autre part, le mouvement Black Power et certains dirigeants de la communauté noire ont également revendiqué comme personnes noires les personnes d'ascendance africaine visible utilisant le concept de la goutte unique, afin d'étendre leur base politique et indépendamment de la manière dont ces personnes s'identifiaient. 
Le nombre de personnes multiraciales auto-identifiées aux États-Unis augmente.

## Brésil

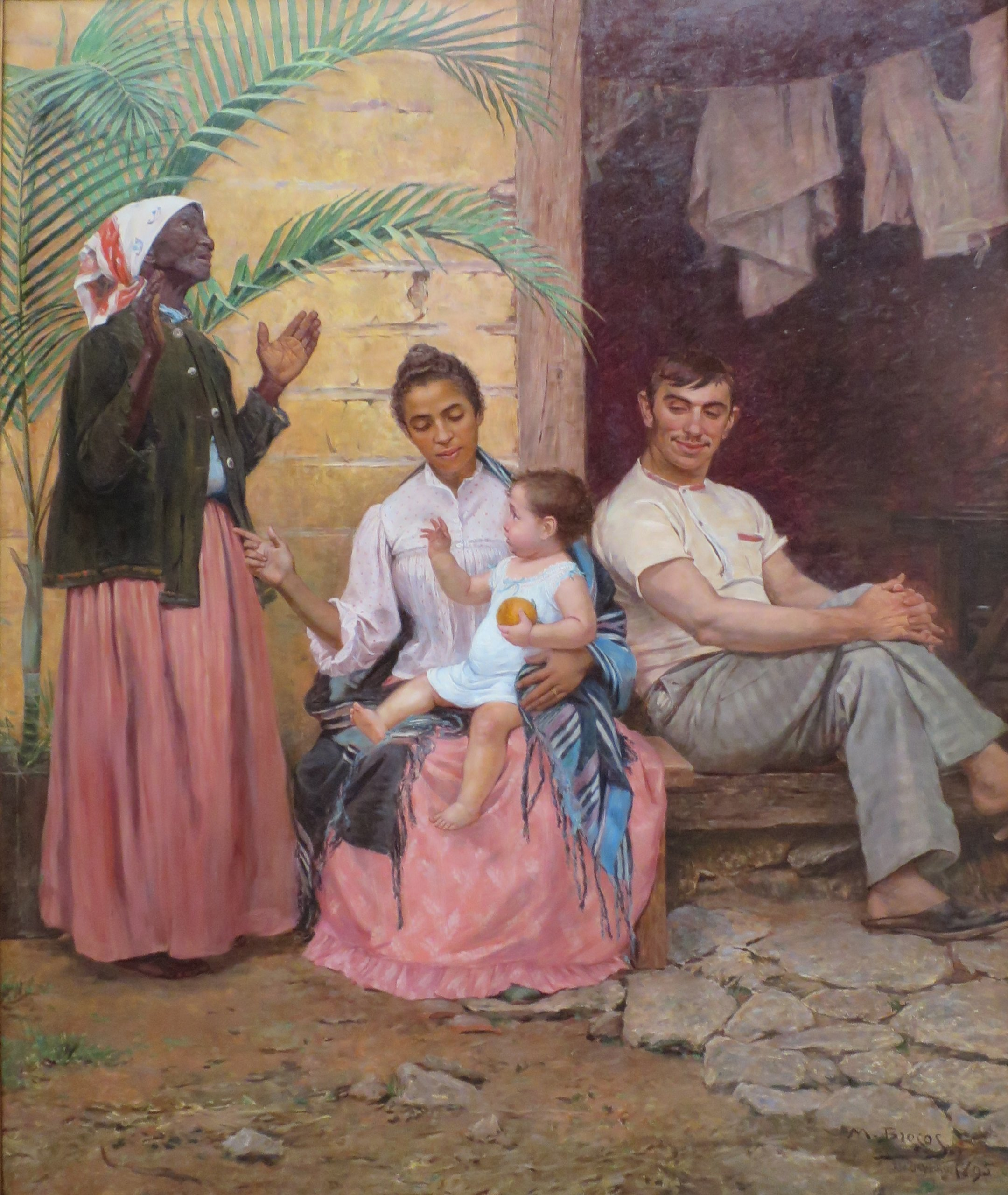
La Rédemption de Cham, Modesto Brocos, 1895, Museu Nacional de Belas Artes. Le tableau représente une grand-mère noire, une mère mulâtre, un père blanc et un enfant quarteron.

Dans de nombreux autres pays, les gens ont eu tendance à traiter la race de manière moins rigide, à la fois dans leur identification et dans leur perception des autres. Tout comme une personne ayant une ascendance africaine physiquement reconnaissable peut prétendre être noire aux États-Unis, une personne d'ascendance blanche caucasienne reconnaissable peut être considérée comme blanche au Brésil, même si elle est métisse.
En décembre 2002, le Washington Post a publié un article sur la théorie de « la goutte unique » et les différences entre les pratiques latino-américaines. Selon le journaliste :

« Une personne au teint de chocolat profond de Sidney Poitier serait considérée comme blanche si ses cheveux étaient raides et qu'il gagnait sa vie avec un métier. Selon les Brésiliens, cela peut sembler moins étrange quand on considère que les actrices au teint « café au lait » Rashida Jones (Parcs et Loisirs et The Office (série télévisée, 2005)) et Lena Horne sont identifiés comme noirs aux États-Unis. »

Selon Jose Neinstein, un Brésilien de race blanche originaire d’Amérique et directeur exécutif de l’Institut [brésilien américain/brésilo-américain] de Washington, aux États-Unis, « si vous n’êtes pas tout à fait blanc, vous êtes noir ». Cependant, au Brésil, « si vous n'êtes pas tout à fait noir, alors vous êtes blanc. » Neinstein se souvient d'avoir discuté avec un homme de couleur au Brésil : 

« Nous discutions de l'ethnicité et je lui ai demandé : “Que pensez-vous de cela en tant qu'homme noir” ? Il a tourné la tête vers moi et m'a dit : “Je ne suis pas noir”, ça m'a simplement paralysé. Je ne pouvais pas poser d'autre question après çà. »

## Porto Rico
Pendant la période coloniale espagnole, Porto Rico avait des lois telles que la Regla del Sacar ou Gracias al Sacar, par lesquelles une personne d’ascendance noire pouvait être considérée comme légalement blanche, à condition que l’individu puisse prouver qu’au moins un de ses ascendants dans les quatre dernière générations avait été légalement reconnu comme Blanc. Ainsi, les personnes d'ascendance noire avec une lignée blanche connue ont été classées comme étant blanches, à l'opposé de la «règle de la goutte unique» aux États-Unis.

## Mélanges raciaux de noirs et de blancs dans l'Amérique moderne

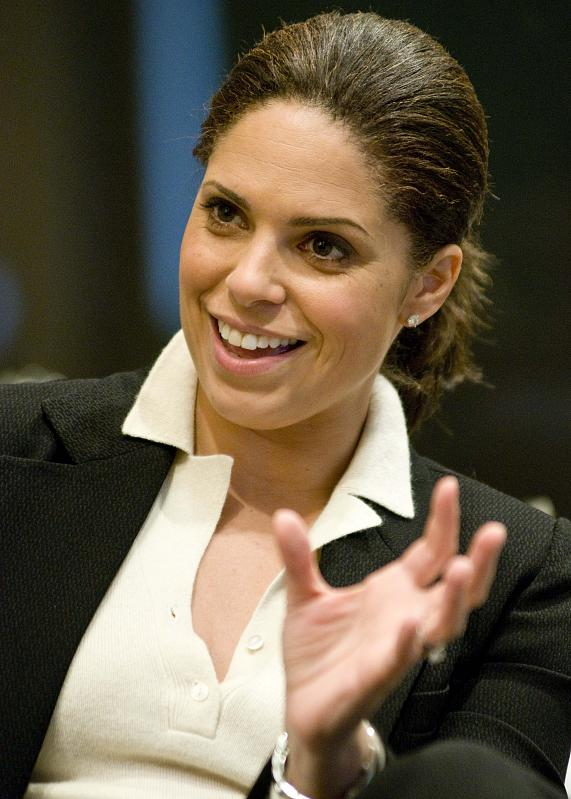
Soledad O'Brien a travaillé pour CNN, se considère comme une femme noire et est souvent présentée comme telle. Le révérend Jesse Jackson a exprimé en ondes devant elle son mécontentement par rapport à l'absence de présentateurs noirs à CNN et a dit à la présentatrice qu'elle ne « comptait pas » quand elle lui a fait remarquer qu'elle était noire.

Compte tenu de l’intérêt marqué pour l’appartenance ethnique, les généalogistes génétiques et d’autres scientifiques ont étudié des groupes de population. Henry Louis Gates Jr. a publié de telles études génétiques sur ses deux séries African American Lives, présentées sur PBS, dans lesquelles l’ascendance de personnalités de premier plan a été explorée. Ses experts ont discuté des résultats des tests d'ADN autosomique, contrairement aux tests en ligne directe, qui examinent tout l'ADN hérité des parents d'un individu. Les tests autosomiques se concentrent sur les SNP. 
Le programme des spécialistes sur les portes a résumé la composition de la population des États-Unis par :
- 58 % des Afro-Américains ont au moins 12,5 % d'ascendance européenne (équivalent d'un arrière-grand-parent) ;
- 19,6 % des Afro-Américains ont au moins 25 % d'ascendance européenne (équivalent d'un grand-parent) ;
- 1 % des Afro-Américains ont au moins 50 % d'ascendance européenne (l'équivalent d'un parent)[14] ;
- 5 % des Afro-Américains ont au moins 12,5 % d'ascendance amérindienne (équivalent à un arrière-grand-parent).

En 2002, Mark D. Shriver, anthropologue moléculaire à l’université Penn State, a publié les résultats d’une étude sur le mélange racial d’américains identifiés comme blancs ou noirs : Shriver a analysé un échantillon de 3 000 personnes provenant de États et sujets testés pour la constitution génétique autosomique.
Parmi les personnes identifiées comme blanches :
- Les individus avaient une ascendance noire moyenne de 0,7 %, ce qui équivaut à avoir 1 ancêtre noir et 127 ancêtres blancs parmi les 128 5 × arrière-grands-parents, Shriver estime que 70 % des Américains blancs n'ont pas d'ancêtres africains (en partie parce qu'une forte proportion de Blancs actuels sont issus d'immigrants plus récents venus d'Europe de la fin du XIXe siècle et du début du XXe siècle).

Dans certaines régions, les Blancs vivaient et travaillaient étroitement avec les Africains, libres, sous contrat ou esclaves, et formaient des relations avec eux.
- Parmi les 30 % de Blancs identifiés qui ont une ascendance africaine, Shriver estime que leur mélange racial noir est de 2,3% ; l'équivalent d'avoir eu trois ancêtres noirs parmi leurs 128 5 × arrière-grands-parents.
- Parmi ceux qui se sont identifiés comme noirs : 
  - La proportion moyenne d'ascendance blanche était de 18 %, soit l'équivalent de 22 ancêtres blancs parmi leurs 128 5 × grands-parents.
  - Environ 10 % ont plus de 50 % d'ascendance blanche.

Aux États-Unis, les Noirs sont plus racialement mélangés que les Blancs, reflétant l'expérience historique ici, y compris les conditions de vie et de travail étroites parmi les petites populations des premières colonies. Les enfants métis de mères blanches sont nés libres et de nombreuses familles de personnes de couleur libres ont été créées au cours de ces années. Dans les recensements de 1790 à 1810, 80 % des familles afro-américaines libres du Haut-Sud peuvent être identifiées comme des descendants d'unions entre femmes blanches et hommes africains dans la Virginie coloniale, et non des femmes esclaves et des hommes blancs. Au début de la colonie, la classe ouvrière connaissait des conditions précaires, qui vivaient et travaillaient en étroite collaboration. Après la guerre d'indépendance des États-Unis, leurs descendants de métisses libres ont migré vers les frontières des États voisins avec d'autres pionniers de la Virginie, principalement européens. Le mélange reflète également les conditions ultérieures de l'esclavage, lorsque des planteurs blancs ou leurs fils ou surveillants violaient fréquemment des femmes africaines. Il y avait aussi des relations librement choisies entre individus de races différentes ou mixtes.
L'enquête menée par Shriver en 2002 a révélé que les taux actuels de mélange par région reflétaient les schémas historiques d'établissement et de changement, à la fois en termes de populations ayant migré et de leurs unions de descendants. Par exemple, il a constaté que les populations noires ayant le pourcentage le plus élevé d'ascendance blanche vivaient en Californie et à Seattle, dans l'État de Washington. Il s’agissait de deux destinations majoritairement blanches au cours de la Grande Migration des années 1940-1970 des Afro-Américains du sud profond de la Louisiane, du Texas et du Mississippi. Les Noirs échantillonnés dans ces deux localités avaient en moyenne plus de 25 % d'ascendance européenne blanche.
Comme l'a noté Troy Duster, le test en ligne directe du chromosome Y et de l'ADNmt (ADN mitochondrial) ne permet pas de détecter l'héritage de nombreux autres ancêtres. Les tests ADN ont des limites et les individus ne doivent pas en dépendre pour répondre à toutes les questions concernant le patrimoine.Duster a déclaré que ni les recherches de Shriver ni le programme PBS de Gates ne reconnaissaient de manière adéquate les limites des tests génétiques.
Beaucoup d'efforts ont été déployés pour découvrir comment la règle de la goutte unique continue d'être perpétuée socialement. Par exemple, dans son interview avec des adultes noirs et blancs dans le sud, Nikki Khanna révèle que le mécanisme d’évaluation réfléchie est l’un des moyens de perpétuer la règle de l’union. La plupart des répondants ont indiqué qu'ils étaient noirs, expliquant que c'est parce que les Noirs et les Blancs les considèrent également comme noirs.

### Dans la littérature
Charles W. Chesnutt, de race mixte et qui a grandi dans le Nord, a écrit des histoires et des romans sur les problèmes des peuples métis dans la société méridionale au lendemain de la guerre civile.
La règle de la goutte unique et ses conséquences ont fait l'objet de nombreux travaux de culture populaire. La comédie musicale américaine Show Boat (1927) ouvre ses portes en 1887 sur un bateau du Mississippi, après l’ère de la reconstruction et l’imposition de la ségrégation raciale et de Jim Crow dans le Sud. Steve, un homme blanc marié à une femme métisse qui passe comme blanche, est poursuivi par un shérif du sud. Il a l’intention d’arrêter Steve et de l’accuser de mariage avec une femme d’ascendance partiellement noire. Steve pique le doigt de sa femme et avale un peu de son sang. Lorsque le shérif arrive, Steve lui demande s'il considérerait un homme blanc s'il avait du « sang nègre » en lui. Le shérif répond que « une goutte de sang nègre fait de vous un nègre dans ces régions. » Steve dit au shérif qu'il a « plus qu'une goutte de sang nègre en moi ». Après avoir été assuré par d'autres que Steve disait la vérité, le shérif part sans arrêter Steve.